# Bayonetta 2
Bayonetta 2 (OT: jap. ベヨネッタ 2, Beyonetta Tsū) ist ein von Platinum Games entwickeltes Action-Videospiel, das von Nintendo exklusiv für seine Spielkonsole Wii U vertrieben wird. Es erschien erstmals im September 2014 in Japan. Die Veröffentlichung in Europa und den USA erfolgte im Oktober 2014. Bayonetta 2 erschien in Deutschland in drei Versionen: Der „Standard-Edition“, die nur das Spiel Bayonetta 2 enthält, der „Special Edition“, der zusätzlich eine Wii-U-Portierung des ersten Teils beiliegt, und der limitierten „First Print Edition“, welche beide Spiele in einem aufwendigen Schuber vereint und zusätzlich ein Artbook enthält. Bei den Game Awards 2017 in Los Angeles wurde das Spiel zusammen mit dem ersten Teil für die Nintendo Switch angekündigt und am 16. Februar 2018 veröffentlicht. Bayonetta ist hierbei kostenlos als Download Code beigelegt.

## Spielmechanik
Wie sein Vorgänger Bayonetta ist Bayonetta 2 ein Third-Person-Actionspiel. Das Kampfsystem ist ähnlich wie das des Spiels Devil May Cry, das, wie auch das erste Bayonetta von Direktor Hideki Kamiya entwickelt wurde. Der Spieler kontrolliert eine Hexe namens Bayonetta, eine Überlebende der mittelalterlichen Hexenverfolgungen, die mit Nah- und Fernkampfattacken, komplexen Komboketten und vielen verschiedenen Waffen ihre Gegner möglichst stilvoll beseitigt. Neben den engelsartigen Wesen aus dem ersten Teil tauchen hier auch Höllendämonen als Gegner auf. An der Spielmechanik hat sich im Vergleich zum ersten Teil nicht viel geändert, sie wurde allerdings im Detail verbessert: So ist es jetzt einfacher, mehrere Kombos zu langen Komboketten aneinanderzureihen, und die Steuerung geht insgesamt noch flüssiger als beim Vorgänger, der speziell dafür gelobt wurde, von der Hand.
Neben den aus dem ersten Teil bekannten Waffen wie Pistolen und Katana stehen Bayonetta jetzt auch verschiedene neue Waffen wie ein magischer Bogen zur Verfügung. Diese müssen jedoch erst durch das Auffinden goldener Schallplatten freigeschaltet werden, um sie im Shop erwerben zu können. Bayonetta stehen auch wieder spezielle Aktionen wie Exekutionen und besondere „Folterattacken“ zur Verfügung: Diese wurden jedoch im Vergleich zu Teil 1 deutlich entschärft. Nach wie vor ist es möglich, durch knappe Ausweichmanöver mit der „Hexenzeit“ die Zeit zu verlangsamen und mächtige Dämonen heraufzubeschwören, welche aus den Haaren der Hexe bestehen.
Diese Fähigkeit wird für einen kurzen Zeitraum aktiviert, wenn Bayonetta gegnerischen Angriffen rechtzeitig ausweicht. Eine weitere Neuerung ist der „Umbra-Klimax“. Nach dem Auffüllen der Magieleiste kann Bayonetta den Umbra-Klimax ausführen, der für kurze Zeit ihre Angriffe verstärkt. So erfüllt die Magieleiste auch in Boss-Kämpfen ihren Zweck, in denen Folterattacken nicht möglich sind. Der Spieler kann mit einem Doppelsprung besondere Höhen erreichen, mit Rückwärtssalti ausweichen und Hintergrundobjekte und Türen zerstören. Die Kamera kann frei rotiert, Feinde markiert und Waffen während des Spielens gewechselt werden.
Außerdem kann sich Bayonetta jetzt in noch mehr Lebewesen verwandeln: Neben dem schwarzen Panther aus Teil 1 steht jetzt z. B. auch eine schwimmende Natter für die neuen Wasserlevel zur Verfügung.
In Rodins Jazzbar, den Gates of Hell (zu deutsch „Tor zur Hölle“) können mit Heiligenscheinen wieder Gegenstände, Techniken und neue Waffen gekauft werden.
Wie beim Vorgänger und auch bei anderen Spielen von Platinum Games üblich erhält der Spieler nach jedem Kampf eine Medaille. Die Wertungen reichen von einer Stein-Auszeichnung bis zu Reinplatin. Im Gegensatz zu Teil 1 hat der Einsatz von Items aber keinen Punktabzug mehr zur Folge, wodurch es in Bayonetta 2 einfacher ist, gute Wertungen zu erhalten.
Das Spiel ist in vier Schwierigkeitsgraden spielbar: 1. Klimax (Leicht), 2. Klimax (Normal), 3. Klimax (Schwer), ∞-Klimax (Sehr schwer). Auf Leicht werden die Kombos teils automatisch durchgeführt, sodass mit nur wenigen Knöpfen bereits komplexe Kombos ausgeführt werden. Anders als im ersten Teil ist im ∞-Klimax-Modus die Hexenzeit einsetzbar und nicht deaktiviert. Dafür tauchen mehr und stärkere Gegner auf als in den anderen Modi, und Bayonetta nimmt mehr Schaden.

## Spielwelt
Wie auch der erste Teil spielt Bayonetta 2 in futuristischen Welten, die nur grob an die reale Welt angelehnt sind. Diese Welt ist in drei Dimensionen unterteilt: Inferno, Paradiso und Menschenwelt. Diese drei sind durch eine weitere Dimension verbunden, die nur magische Wesen betreten können: Purgatorio. In dieser Welt haben sich die Umbra-Hexen und die Lumen-Weisen stets um ein Gleichgewicht der Kräfte zwischen Gut und Böse bemüht. So standen die Umbra-Hexen für das Dunkel, die Lumen-Weisen für das Licht. Doch vor 500 Jahren entfachte ein Vorfall zwischen den Clans einen Krieg, der das Schicksal der Lumen-Weisen besiegelte und sie von der Bildfläche verschwinden ließ. Kurz darauf führten großangelegte Hexenverfolgungen der Bewohner Paradisos zur Auslöschung des Clans der Umbra-Hexen. So geriet die Geschichte beider Clans und deren Schätze, den Augen der Welt in Vergessenheit.

## Handlung
Zu Beginn des Spiels werden die Umbra-Hexe Bayonetta, ihre Waffenschwester Jeanne und Enzo, der Informant aus dem ersten Teil, von Kampfjets und Engeln angegriffen. Ein Dämon, den Bayonetta als Hilfe herbeibeschwört, richtet sich gegen sie und verschleppt die Seele von Jeanne in die Unterwelt. Selbstverständlich will Bayonetta die Seele ihrer Freundin nicht bis in alle Ewigkeiten in der Hölle schmoren lassen und macht sich eben dorthin auf den Weg, um ihre Freundin aus der Unterwelt zu befreien. Hierbei trifft sie neben diversen Engeln, Höllendämonen und einem maskierten Lumen-Weisen auch auf den mysteriösen Jungen Loki, der wie sie selbst magische Kräfte besitzt.
Im Laufe des Spiels stellt sich heraus, dass es sich bei Loki um die „gute“ Hälfte des Gottes Aesir handelt, der einst zwischen Licht und Dunkelheit die Welt des Chaos – unsere Welt – erschuf. Alles in dieser Welt entsprang allein seinem Willen, was er mit seinen Augen sah, wurde Wirklichkeit. Dass nichts in dieser Welt einen eigenen Willen besaß, betrübte ihn, weshalb er den Menschen – entsprechend der Früchte vom Baum der Erkenntnis von Gut und Böse im Alten Testament – das rechte Auge des Lichts und das linke Auge der Dunkelheit und damit den freien Willen schenkte.
Die „dunkle“ Hälfte von Aesir, Loptr, will diese Macht nun wieder für sich allein besitzen, weshalb er Jagd auf die beiden „Augen“ – Bayonetta und ihren Vater Balder – und seine andere Hälfte macht. Hier knüpft die Handlung an den ersten Teil von „Bayonetta“ an. Im Zuge seiner Jagd tötet Loptr Rosa, Bayonettas Mutter, und macht Balder weis, Loki sei dafür verantwortlich. Da sich Loki allerdings, der wie Loptr die Zeit beeinflussen kann, in der Zukunft befindet, schickt Loptr Balder ebenfalls dorthin, damit er Loki für ihn aufspüren kann.
Loki, der aus unerklärlichen Gründen sein Gedächtnis an all das verloren hat, trifft auf seinem Weg zum heiligen Berg Fimbulventr (in der deutschen Übersetzung fälschlicherweise Fimbulvetr) auf Bayonetta. Während er nur weiß, dass er aus irgendeinem Grund den Gipfel erreichen muss, will Bayonetta von dort aus einen Weg nach Inferno suchen, was ihr – über einige Umwege – auch gelingt. Nach der Rettung Jeannes und einem erneuten Aufeinandertreffen mit dem maskierten Lumen-Weisen, der sich später als Balder entpuppt, versetzt Loki Bayonetta ungewollt in die Vergangenheit, wo sie erst an der Seite ihrer Mutter kämpft und anschließend deren Tod miterleben muss. Gemeinsam mit ihrem Vater kehrt sie daraufhin in die Gegenwart zurück, um mit ihm gegen Loptr zu kämpfen. Zwar können sie ihn besiegen, sein Geist jedoch überlebt und prophezeit, dass er in einer anderen Epoche zurückkehren und sein Werk vollenden wird. Um seine Tochter zu schützen, opfert sich Balder, indem er den Geist Loptrs in sich einschließt. Balders Seele wird durch die dunkle Seite Aesirs vergiftet, was sein Verhalten im ersten „Bayonetta“ erklärt. Nach Balders Tod stirbt Loptrs Geist mit ihm.

## Entwicklung
Da der erste Teil von Bayonetta, der 2009 auf Xbox 360 und PlayStation 3 erschien, sich nicht so gut wie erhofft verkaufte, wollte Publisher Sega keinen zweiten Teil finanzieren. Da auch andere große Publisher wie Sony und Microsoft das Projekt ablehnten, sah es lange so aus, als würde kein zweiter Teil der Hexensaga erscheinen. Schließlich sprang jedoch unerwartet Nintendo ein und finanzierte den Titel. Während Hideki Kamiya, der Director des ersten Teils, nur noch als Berater fungierte und die Geschichte schrieb, übernahm diesmal Yūsuke Hashimoto die Rolle des Directors und Hirono Satō die des Designers.

## Rezeption
Das Spiel erhielt weitgehend sehr gute Kritiken, die aggregierte Durchschnittswertung auf Metacritic beträgt 91 %. So bewertete das japanische Magazin Famitsu das Spiel mit 9,2/10 Punkten. 4Players vergab einen Gold Award und lobt neben dem fantasievollen Design und der beeindruckenden Technik vor allem die grandiose Inszenierung. Kritisiert wird hier dagegen die dünne Handlung. Eurogamer vergab volle 10 Punkte. Laut dem Magazin würde das Spiel alleine die Anschaffung einer Wii U rechtfertigen.